# Maria Baronj
Maria Baronj (oftmals Maria Baroni geschrieben; * 11. August 1916 in Rom; † 9. Februar 2007 ebenda) war eine italienische Kostümbildnerin.
Baronj besuchte die Kurse für Kostümbildnerei des Centro Sperimentale di Cinematografia unter Gino Carlo Sensani, der sie nach Abschluss in seinen Mitarbeiterstab übernahm. Mit dem Berufskollegen Dario Cecchi (1918–1992) seit 1950 verheiratet, schuf sie als eine der (neben ihrem Mann, ihrem Ausbilder sowie Piero Gherardi und Maria De Matteis) profiliertesten Vertreterinnen ihres Berufes die Kostüme für zahlreiche Filme zwischen 1947 und 1976. Dabei war sie, ebenfalls zusammen mit ihrem Mann, auch selbst unterrichtend tätig.

## Filmografie (Auswahl)
- 1947: Das Verbrechen des Giovanni Episcopo (Il delitto di Giovanni Episcopo)
- 1952: Ewige Melodie (Melodie immortali)
- 1958: Die nackte Maja (La Maja desnuda)
- 1963: In Ketten zum Schafott (Il fornaretto di Venezia)
- 1967: Der Tod ritt dienstags (I giorni dell'ira)
- 1971: Mordanklage gegen einen Studenten (Imputazione di omicidio per uno studente)
- 1976: Die Herrenreiterin (La padrona è servita)